# 長崎県立鹿町工業高等学校
長崎県立鹿町工業高等学校（ながさきけんりつ しかまちこうぎょうこうとうがっこう, Nagasaki Prefectural Shikamachi Technical High School）は、長崎県佐世保市鹿町町土肥ノ浦に所在する公立の工業高等学校。
長崎県で最も北に位置する工業高校であり、佐世保市、平戸市、松浦市、北松浦郡佐々町など広範囲から生徒が通学する。
学校の通称は「鹿工」（しかこう）であるが、以前、九州大会に出場した部のユニフォームの「鹿工」の文字を見た大会関係者に「鹿児島工業（こちらも「鹿工（ろっこう）」と略される）」と間違えられたため、ほとんどの部のユニフォームには「鹿町工」もしくは「鹿町工業」と表記されている。

## 設置学科
- 全日制課程（4学科）
  - 機械科
  - 電気科
  - 電子工学科
  - 土木技術科

## 閉鎖学科
- 2学科
  - 化学工学科
  - 情報技術科

## 校訓
- 「われ共に学びて 道を究めん」

### キャッチフレーズ
- 「鹿道」（しかどう）
  - 汗を流して半人前、腕を磨いて一人前、道を究めて男前。

## 校歌
- 作詞 - 市瀬正生
- 作曲 - 山口健作[1]

## 沿革

### 昭和
- 1962年（昭和37年）4月1日 - 長崎県立鹿町工業高等学校が開校。
  - 設置学科 - 機械科（2学級）、電気科（2学級）、化学工学科（2学級）
- 1963年（昭和38年）
  - 4月1日 - 電子工学科（2学級）を新設。
- 1965年（昭和40年）5月30日 - 体育館が完成。
- 1966年（昭和41年）10月8日 - 総合落成式、開校5周年記念式典を挙行。
- 1967年（昭和42年）3月31日 - プールが新築。
- 1970年（昭和45年）7月7日 - 体育館ステージ・弓道場・クラブ部室が完成。
- 1971年（昭和46年）
  - 3月8日 - 格技場が完成。
  - 10月30日 - 開校10周年記念式典を挙行。
- 1972年（昭和47年）3月21日 - 寄宿舎（青雲寮）が完成。
- 1975年（昭和50年）3月31日 - 新実習棟が完成。
- 1976年（昭和51年）3月31日 - 電子計算機を設置。
- 1979年（昭和54年）3月29日 - 家庭科室・美術室・視聴覚室が完成。
- 1980年（昭和55年）3月31日 - テニスコート2面が整備。
- 1982年（昭和57年）
  - 11月6日 - 開校20周年記念式典を挙行。
  - 12月13日 - クラブ部室が完成。
- 1983年（昭和58年）3月24日 - かたらいの広場が完成。
- 1985年（昭和60年）3月22日 - シャワー室が完成。
- 1986年（昭和61年）4月1日 - パソコン室を新設。

### 平成
- 1989年（平成元年）4月1日 - 化学工学科が1学級減。
- 1990年（平成2年）3月7日 - マシニングセンタを設置。
- 1991年（平成3年）4月1日 - 情報技術科を1学級新設、電子工学科が1学級減。
- 1992年（平成4年）
  - 3月30日 - 自動設計製図装置（CAD）、CAM実習装置を設置。
  - 4月1日 - 電気科が1学級減。
  - 11月7日 - 開校30周年記念式典を挙行。校訓を制定し、校訓碑を建立。
- 1996年（平成8年）2月28日 - 太陽光発電設備が完成。
- 1997年（平成9年）4月1日 - 機械科が1学級減。
- 1998年（平成10年）6月15日 - 教室棟・管理棟が完成。
- 1999年（平成11年）
  - 3月31日 - 太陽光発電実習装置を設置。
  - 7月30日 - 体育館・武道場が完成。
  - 8月11日 - 弓道場が完成。
- 2000年（平成12年）
  - 3月31日 - 運動場・環境整備工事が完了。
  - 10月28日 - 新校舎総合落成記念式典を挙行。
- 2002年（平成14年）10月25日 - 創立40周年記念式典を挙行。
- 2006年（平成18年）
  - 3月31日 - 化学工学科・情報技術科で生徒募集を停止。
  - 4月1日 -　土木技術科1学級を新設。
- 2007年（平成19年）3月5日 - 建築機械保管車庫が完成。
- 2008年（平成20年）
  - 3月31日 - 化学工学科・情報技術科を閉科。
  - 11月26日 - 土木技術科1期生により、校舎敷地内に「心のこもった歩道」（第1期）が完成。
- 2009年（平成21年）
  - 11月27日 - 土木技術科2期生により、校舎敷地内に「心のこもった歩道」（第2期）が完成。

## 資格取得の記録
- 2005年（平成17年）、第1種電気工事士の取得者数で日本一になった。[2]

## 学校行事
3学期制をとっている。

### 1学期
- 4月 - 始業式、入学式、歓迎遠足
- 5月 - 中間考査、高1宿泊研修、生徒総会
- 6月 - 高総体、県ものづくり大会、期末考査
- 7月 - 校内球技大会、終業式
- 8月 - 平和教育（9日 長崎原爆の日）、オープンスクール

### 2学期
- 9月 - 始業式、高3就職試験開始、ロボットコンテスト県大会、中間考査
- 10月 - 体育祭、ボランティア活動
- 11月 - 鹿工祭（文化祭）、校内弁論大会
- 12月 - 期末考査、発明創意工夫県大会、校内ロードレース大会、校内球技大会、終業式

### 3学期
- 1月 - 始業式、高2修学旅行
- 2月 - 学年末考査、予餞会[3]、校内課題研究発表会
- 3月 - 卒業式、校内球技大会、終業式（修了式）

## 制服
- 学生服（学ラン）

## 部活動

### 運動部
- 野球部
- 卓球部
- ソフトテニス部
- 陸上競技部
- 弓道部
- 柔道部
- バスケットボール部
- 剣道部
- ハンドボール部
- 水泳部
- サッカー部
- バレーボール部
- 自転車競技部

### 文化部
- 新聞部
- 写真部
- 美術部
- 機械技術部
- 電気技術部
- 電子技術部
- 土木技術部
- 放送・新聞部部

### 部活動成績
- 2007年（平成19年）、ハンドボール部員から国体選手が選ばれた。
- 2012年（平成24年）、自転車競技部が北信越かがやき総体（インターハイ）で団体種目の4kmチームパーシュートで創部史上最高成績の3位。

他にもスクラッチ決勝で3位、1kmタイムトライアルで8位などの成績を残した。

## 寄宿舎
- 「青雲寮」
  - 4階建て2棟。
  - 長崎県内の工業高校で寮を併設しているのは鹿町工業だけである。
  - 寮訓
    - 「共学究道・初志貫徹・凡事徹底」

## アクセス
- 最寄駅
  - 松浦鉄道
    - 江迎鹿町駅徒歩15分

## 周辺
官公署
- 佐世保市役所 江迎支所
- 佐世保市消防局 西消防署 鹿町・江迎出張所
- 江迎警察署 深江警察官駐在所

郵便局
- 御堂簡易郵便局

学校・保育施設
- 佐世保市立鹿町小学校
- 深江保育所

工場
- 九州メカニカルセンター工場
- 東海化成工業 鹿町工場
- マルヤマ醤油 鹿町工場

その他
- 鹿町川
- 竜神橋
- 御堂池
- 西肥自動車学校

## 主な出身者
- 高尾貴美歌 - 女子競輪選手
- 山口伊吹 - 女子競輪選手

## その他
- 1970年代は、通学列車で喫煙をする生徒が後を絶たず、他の乗客から苦情が寄せられたため、教員が列車に乗り込み指導を行っていた[4]。